# Orquestra Simfònica de la Ràdio Sueca
L'Orquestra Simfònica de la Ràdio Sueca (en suec Sveriges Radios Symfoniorkester) és una orquestra de ràdio sueca amb seu a Estocolm, afiliada a la Sveriges Radio (la Ràdio de Suècia). El seu principal local d'espectacles és el Berwaldhallen (Berwald Hall). L'orquestra emet concerts a la xarxa de ràdio sueca P2.

## Història
Un dels conjunts predecessors de l’actual orquestra fou la Radioorkestern (Orquestra de la Ràdio), els directors principals de la qual van ser Nils Grevillius (1927–1939) i Tor Mann (1939–1959). El 1965, la Radioorkestern es va fusionar amb una altra orquestra de la Ràdio Sueca, l'Underhållningsorkestern (Orquestra d'Entreteniment), sota el nou nom d'Orquestra Simfònica de la Ràdio Sueca. Sergiu Celibidache va ser el primer director principal de l'orquestra, de 1965 a 1971. El 1979, l'orquestra es va instal·lar a la Berwaldhallen.
Des del 2007, el director principal de l’orquestra és Daniel Harding. El setembre del 2009, l’orquestra anuncià la primera pròrroga del contracte de Harding com a director titular fins al 2012. A l’abril del 2013 es comunicà una segona pròrroga, aquesta vegada fins al 2015. A l’octubre de 2018, l’orquestra anuncià una nova ampliació del contracte de Harding fins al 2023, i també l’atorgament del nou títol de konstnärlig ledare (líder artístic). El novembre de 2021 es va anunciar una altra pròrroga, aquesta vegada fins al 2025. Està previst que Harding finalitzi la seva etapa al capdavant de l’Orquestra Simfònica de la Ràdio Sueca al final de la temporada 2024–2025.
Herbert Blomstedt, que fou director principal de l’orquestra entre 1977 i 1982, ostenta actualment el títol de förste hedersdirigent (primer director honorari) de l’orquestra. Valery Gergiev i Esa-Pekka Salonen també han estat distingits amb el títol de hedersdirigent (director honorari). El desembre de 2017, l’orquestra anuncià el nomenament de Klaus Mäkelä com a proper director convidat principal, càrrec que assumí a partir de la temporada 2018–2019. Mäkelä es convertí en el director més jove de la història de l’orquestra a ocupar un càrrec titular.

## Directors principals
- Sergiu Celibidache (1965–1971)
- Herbert Blomstedt (1977–1982)
- Esa-Pekka Salonen (1984–1995)
- Ievgueni Svetlànov (1997–1999)
- Manfred Honeck (2000–2006)
- Daniel Harding (2007–actualitat)